# Гамблер
Гамблер — российский игровой сервер. Специализация — логические, настольные онлайн-игры.

## История
- Клуб «Гамблер» основан в 1998 году выпускником факультета ВМиК МГУ им. Ломоносова Жуковским Алексеем. Первая версия программы-клиента была написана на языке C++. Первые реализованные игры: преферанс, бридж и деберц.
- 1999 год — Реализована игра белот. Запуск первых турниров онлайн.
- 2000 год — Реализованы игры нарды, шахматы, шашки, уголки, поддавки, шведки.
- 2001 год — первый командный турнир по преферансу.
- 2002 год — реализована игра домино, червы, кинг.
- 2003 год — начало разработки новой версии программы-клиента на языке Java. Реализованы игры Го, Реверси, Рэндзю, Маджонг.
- 2004 год — Появление игр Что? Где? Когда? и Гениум. Реализованы игры Берг, Джокер, Тысяча, Up&Down.
- 2006 год — Создание общего стандарта клубных турниров. Реализована игра дурак.
- 2010 год — Реализована игра Буркозел. Проведен первый чемпионат мира по интернет-преферансу[1].
- 2017 год — Реализована возможность играть без клиента из браузера
- 2017 год — Создано приложение в Facebook
- 2018 год — появилось мобильное приложение для Android

## Описание
Клуб представляет собой интернет-сайт и игровую программу-клиент, написанную на языке Java, которую можно скачать с сайта. Там же хранится следующая информация — расписание и результаты турниров онлайн, данные пользователей, фото галереи игроков, правила игр.
Пользователи, установившие программу-клиент, получают все доступные на данный момент возможности по участию в различных играх онлайн. Обязательной регистрации на ресурсе нет, но для участия в турнирах необходимо дать о себе реальную информацию.
Особенность ресурса — наличие разнообразных турниров онлайн, включая командные чемпионаты почти по всем реализованным играм. Командные турниры, запущенные в 2001 году — наиболее популярный вид состязаний: в командном турнире по преферансу в феврале 2010 года участвовало 100 команд. Все турниры автоматизированы, что позволяет пользователям планировать время, затрачиваемое на участие.
По данным на февраль 2010 года на сайте было зарегистрировано 120 тыс. чел., ежедневно проводилось более 100 онлайн-турниров.
В клубе игра на деньги не допускается, денежные призы в турнирах не разыгрываются.